# Katedra w Weronie

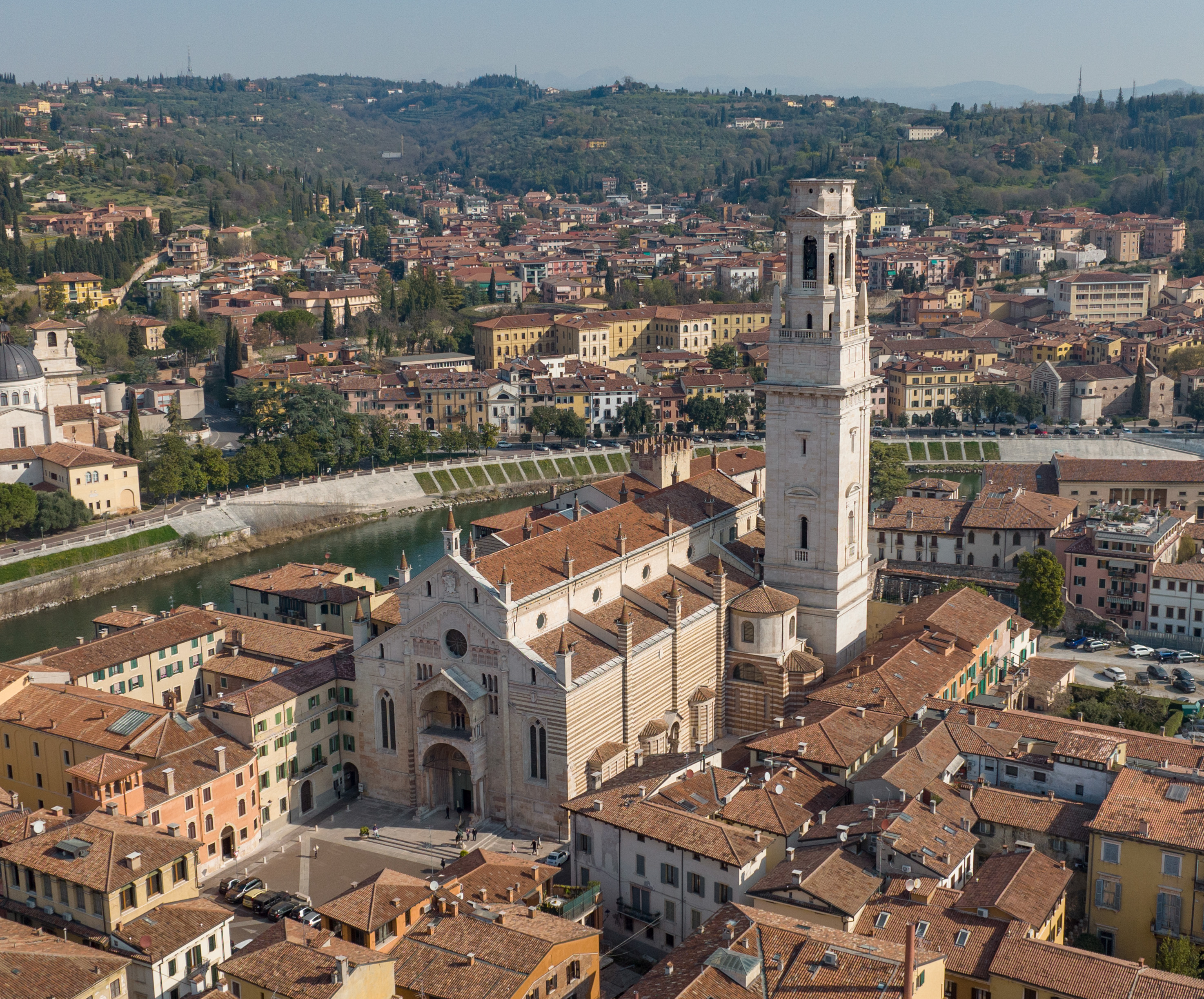
Widok z lotu ptaka na katedrę w Weronie

Katedra w Weronie (włoski: Cattedrale di Santa Maria Matricolare lub Duomo di Verona) – katedra w Weronie, w północnych Włoszech.
Została wzniesiona na gruzach dwóch kościołów zniszczonych przez trzęsienie ziemi w 1117. Odbudowę w stylu romańskim rozpoczęto w 1120. Portal główny jest dziełem rzeźbiarza Mikołaja z Ferrary (wł. Niccolò da Ferrara), poświadczonym inskrypcją z jego imieniem. Tympanon zawiera scenę Zwiastowania pasterzom i Pokłonu Trzech Magów. Portal poprzedza dwukondygnacyjne protiro z loggią, wsparte na parze kolumn osadzonych na pełnoplastycznych figurach lwów. 
Katedra została konsekrowana w dniu 13 września 1187 przez papieża Urbana III. Struktura została później zmieniona przez kilka renowacji, chociaż plan katedry pozostał niezmieniony.